# Urdhva-loka

Une représentation du paradis, du ciel selon la cosmographie jaïne.

L'Urdhva-loka est un terme du jaïnisme. Venant précisément de la cosmographie jaïne, il signifie: royaume du dessus, et, caractérise les cieux, le paradis en quelque sorte. Des Êtres célestes le peuplent. Il a la forme d'une carré avec un pétale sur chaque face.
Des devas, des siddhas, les jivas qui ont atteint le moksha: la libération, sont dans ces cieux. L'Urdhva-loka est juste au-dessus du madhya-loka: le monde des humains.